# Trigoniulus corallinus
Trigoniulus corallinus, đôi khi được gọi là cuốn chiếu gỉ sắt, là một loài cuốn chiếu bản địa khu vực xung quanh Thái Lan và Myanmar. Nó cũng được tìm thấy ở Bắc Mỹ, nơi nó là một loài nhập nội.